# Saint-Pierre-d'Irube
Saint-Pierre-d'Irube is een gemeente in het Franse departement Pyrénées-Atlantiques (regio Nouvelle-Aquitaine). De plaats maakt deel uit van het arrondissement Bayonne. Saint-Pierre-d'Irube telde op 1 januari 2022 5.779 inwoners.

## Geografie
De oppervlakte van Saint-Pierre-d'Irube bedroeg op 1 januari 2022 7,68 vierkante kilometer; de bevolkingsdichtheid was toen 752,5 inwoners per km².

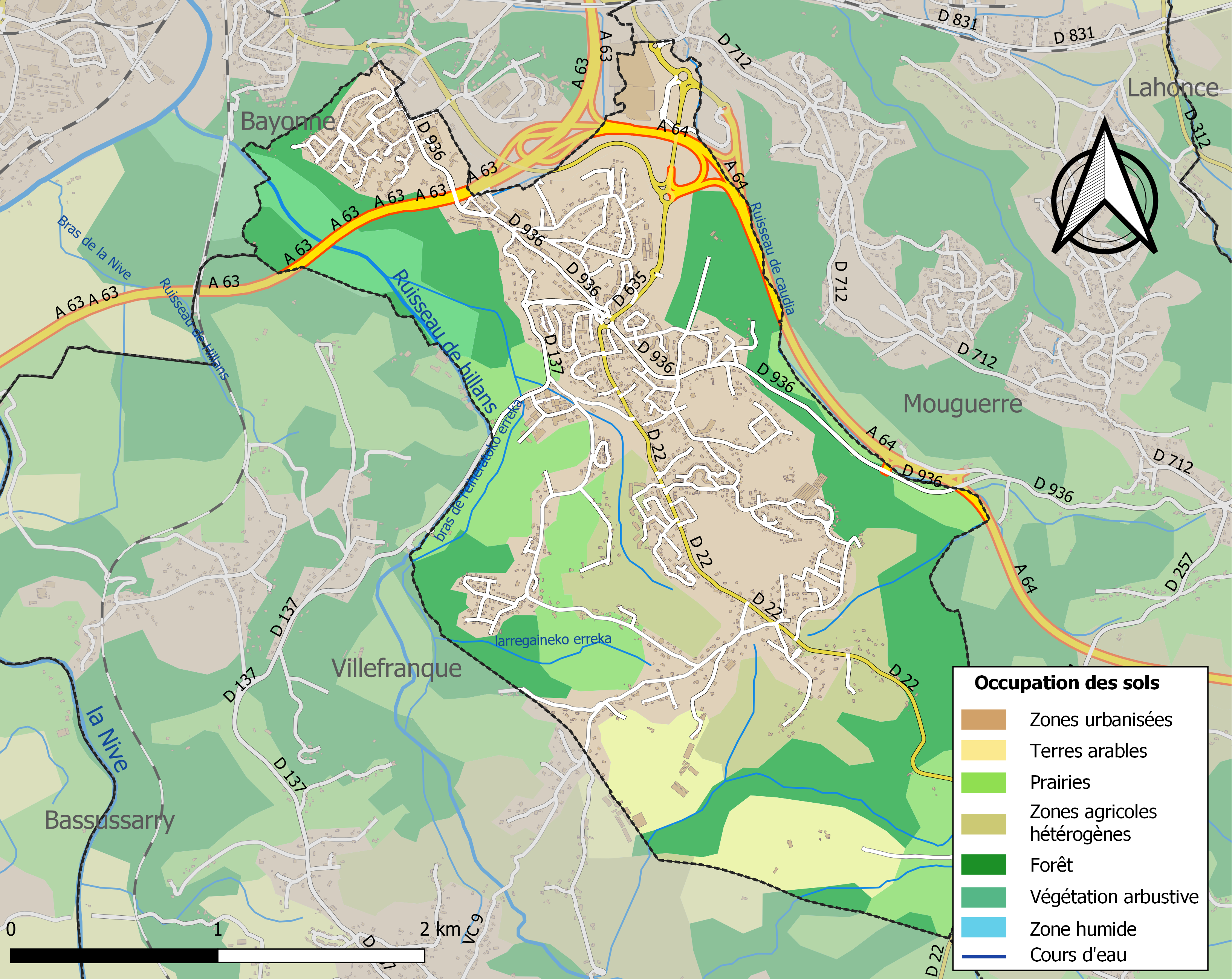
Kaart van de gemeente met belangrijkste infrastructuur, bodemgebruik en omliggende gemeenten

## Demografie
Onderstaande figuur toont het verloop van het inwonertal (bron: INSEE-tellingen).